# Маљијанела ди Сопра II (Рим)
Маљијанела ди Сопра II је насеље у Италији у округу Рим, региону Лацио.
Према процени из 2011. у насељу је живело 47 становника. Насеље се налази на надморској висини од 74 м.